# Xaveria Rudler

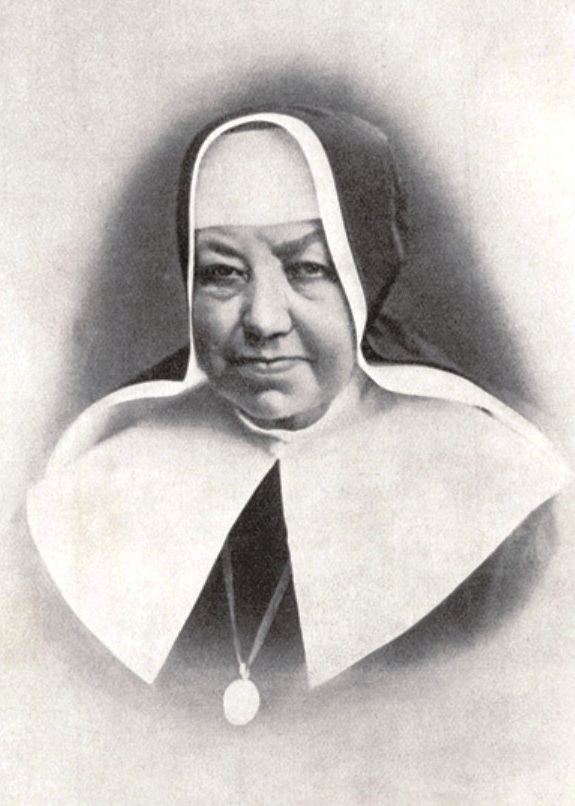
Xaveria Rudler

Xaveria Rudler, bürgerlich Klara Rudler, (* 28. Mai 1811 in Guebwiller; † 24. Mai 1886 in Trier) war eine französisch-deutsche Ordensfrau und erste Generaloberin der Borromäerinnen in Deutschland. Sie leitete als erste Oberin das Pflegewesen im eröffneten katholischen St. Hedwig-Krankenhaus in Berlin.

## Leben
Xaveria Rudler kam im elsässischen Gebweiler unter dem bürgerlichen Namen Klara Rudler als fünftes Kind ihrer Eltern zur Welt. Ihr Vater Franz Xaver Rudler übte das Amt eines Friedensrichters aus, ihre Mutter Anna Maria, geborene Heinemann, führte den Haushalt, zu dem letztlich insgesamt sieben Kinder zählten. Ihr Großvater war der Jurist, Verwaltungsbeamte und Politiker François Joseph Rudler. Die weitere Schulausbildung Klaras fand ab 1824 an der Höheren Schule für Mädchen in Lunéville statt, einer von Borromäerinnen betriebenen konfessionellen Lehranstalt. Hier reifte Klaras Wunsch, in diesen Orden einzutreten.
Nach einem Jahr wurde die Novizin am 8. September 1830 in den Orden der „Barmherzigen Schwestern vom heiligen Karl Borromäus“ aufgenommen und erhielt ihren Ordensnamen Xaveria. Ihr Wunsch, Pflegetätigkeiten für Kranke auszuüben, musste zurückstehen. Sie wurde zunächst zwei Jahre lang als Lehrerin in Lunéville eingesetzt. Am 15. Oktober 1833 legte sie ihr Ordensgelübde ab. Danach wartete eine Fortsetzung ihrer Lehrtätigkeit im deutschen Saarlouis auf sie. Hier war vom Orden im Jahr 1810 seine erste Außenstelle in Deutschland gegründet worden, deren Schwerpunkt eine Höhere Mädchenschule war, ergänzt um ein Hospital und die Durchführung der ambulanten Krankenpflege. Dreizehn Jahre lang war Xaveria hier tätig und eignete sich die deutsche Sprache an, die sie bei ihrem Eintreffen unzulänglich beherrschte. Außer der Arbeit als Lehrerin fand sie Zeit für die Krankenpflege, die Betreuung der Apotheke und der Küche.

### Wirken in Berlin
Im Jahr 1846 erhielt sie die Aufgabe, zusammen mit drei Ordensschwestern in Berlin den Pflegebereich für das neu geschaffene St. Hedwig-Krankenhaus unter ihre Fittiche zu nehmen. Als auserkorener Oberin oblag ihr das gesamte Funktionieren des Hauses im pflegerischen Bereich. Es war die erste katholische Einrichtung im protestantischen Berlin und gewissermaßen ein Prestigeobjekt. Sie konnte jedoch auf die Unterstützung des Fürsten Boguslaw Radziwill vertrauen. Am 14. September 1846 kamen die vier Ordensschwestern mit ihrer französischen Generaloberin Ludovine Barre auf dem Potsdamer Bahnhof an. Am 3. Dezember wurde der erste Patient im neuen Krankenhaus in der Kaiserstraße aufgenommen.
Im Mai 1847 wurden auf Veranlassung der Oberin in der dortigen Hauskapelle die ersten Maiandachten in der preußischen Hauptstadt gehalten, die sich eines großen Zuspruchs erfreuten.
In den Märzunruhen des Jahres 1848 wurden Verwundete in das Krankenhaus eingeliefert, die unabhängig vom Stand oder ihrer konfessionellen Weltanschauung gepflegt wurden. Eine kritische Situation am 18./19. März 1848 meisterte Xaveria Rudler geschickt. Als während der Barrikadenkämpfe Bewaffnete ins Krankenhaus eindrangen und von ihr als Oberin wissen wollten, mit welcher Seite sie es halte, entgegnete sie: „Wir pflegen Eure Brüder und Schwestern, wir halten es mit unseren Armen und Kranken.“

### Wirken als Provinzial- und Generaloberin in Trier
Die reibungslose Organisation ihrer Arbeiten führte drei Jahre später dazu, dass Xaveria Rudler zur Provinzialoberin für das neue Mutterhaus (heute Klinikum Mutterhaus der Borromäerinnen) des Ordens in Deutschland berufen wurde. Am 21. November 1849 wurde es in Trier eingeweiht. Französisch war im Hinblick auf die Unterstützungen aus Nancy in den Anfangsjahren bis 1863 Pflichtsprache, dann wurde die Ordensregel ins Deutsche übersetzt. Die innere Verfassung für das Mutterhaus wurde an jener in Nancy ausgerichtet. Xaveria Rudler stieg 1863 von der Provinzialoberin zur Generaloberin auf. Der Orden kümmerte sich unter ihrer Leitung um die Übernahme oder den Bau von Hospitälern und Krankenhäusern sowie um die Erziehung von Jugendlichen.
Die folgende Übersicht gibt einen Einblick in die von Xaveria Rudler gebilligten Projekte. Es sind zum Teil Fundamente für Einrichtungen, in denen Borromäerinnen auch heute noch ihre Dienste erbringen:
- Nach längeren Verhandlungen wurden drei Ordensschwestern zum Heilig-Geist-Spital in Bingen entsandt, wo sie im Dezember 1854 ihre Pflegetätigkeit aufnahmen. Der in einem desolaten Zustand befindlichen Stiftungseinrichtung wurde von den Ordensfrauen wirtschaftlich zu neuem Aufschwung verholfen.[4]
- Ein weiteres der übernommenen Krankenhäuser war in Xaveria Rudlers Amtszeit das „Hospital zum Heiligen Geist“ in Boppard. Auf Initiative des Pfarrers Johann Baptist Berger wurde mit Verwaltung und Krankenpflege in dieser Einrichtung vertraglich der Orden beauftragt, der sich einen guten Ruf verschafft hatte. Die Provinzialoberin Xaveria Rudler traf mit dem aus Nancy angereisten Generalsuperior und drei Ordensschwestern als künftigem Personal am 21. September 1855 in der Stadt am Rhein ein. Nach der Schlüsselübergabe bezogen sie das in einem kärglichen Zustand befindliche Hospital und übernahmen am 1. Oktober offiziell das Sagen in der Einrichtung. Den Bopparder Borromäerinnen wurde in der Folge eine Kleinkinderbewahrschule (1856), eine Nähschule (1858) und ein Haushaltungspensionat (1864) für Haushaltsschülerinnen anvertraut.[5]
- Im November 1855 machten sich drei Schwestern nach Elberfeld auf den Weg, um am dort neu erbauten katholischen Krankenhaus vorbereitende Tätigkeiten zu erledigen. Ab 2. Januar 1856 kümmerten sie sich um die Pflege der ersten aufgenommenen Patientinnen.[6]
- Das katholische Waisenhaus in Düren kam am 1. Dezember 1855 unter die Regie der Borromäerinnen.[7]
- Im Jahr 1856 begleitete Xaveria Rudler drei Schwestern nach Barmen, um sie in ihre Aufgaben für das fertiggestellte „Armen-, Waisen- und Krankenhaus der kath. Gemeinde“ einzuführen.[8]
- Eine Cholera-Epidemie führte am 20. August 1859 zum Entstehen des Marienhospitals in Osnabrück, dessen pflegerische Arbeit in die Hände dreier aus Trier entsandten Ordensschwestern gelegt wurde.
- Im Jahr 1861 weitete sich der Wirkungskreis nach Hamburg aus. Der Orden übernahm in der Domgemeinde die Betreuung für das Waisenhaus, der Kindergarten und ein Altenheim folgten bald darauf. Am 18. März 1864 wurde in einem Privathaus ein kleines Lazarett für im Deutsch-Dänischen Krieg pflegebedürftig gewordene Soldaten eingerichtet, das zur Keimzelle für das heutige Marienkrankenhaus werden sollte.[9]
- In Potsdam übernahmen am 1. Mai 1862 drei entsandte Ordensschwestern die Betreuung der Schützlinge im vom Pfarrer im November des Vorjahres gegründeten Waisenhaus.[10]
- Am 20. August 1866 wandte sich der Bonner Oberbürgermeister an das Mutterhaus und bat um Hilfe durch Schwestern. Sie sollten sich sozial Schwacher in der Stadt annehmen und Obhut über Kranke und Hilfsbedürftige ausüben.[11]
- In Trier wurden durch Xaveria Rudler eine Bewahrschule für Kleinkinder, eine Nähschule für Mädchen, im Jahr 1862 ein Waisenhaus und im Jahr 1883 eine Dienstbotenfürsorge eingerichtet.[12]

Im Jahr 1872 musste sich der Orden während des Kulturkampfes vom französischen Mutterhaus lösen und mit päpstlicher Billigung zur selbstständigen Kongregation werden. Xaveria Rudler nahm in Trier ihr Amt als Generaloberin bis zum Tode wahr, der nach kurzer Krankheit am 24. Mai 1886 (nach anderer Quelle am 23. Mai) eintrat.

## Ehrungen und Auszeichnungen
Xaveria Rudler wurde in Anerkennung ihrer Leistungen im Krieg 1870/71 das preußische Verdienstkreuz für Frauen und Jungfrauen verliehen.